# Моноизотопный элемент
Моноизотопный элемент, мононуклидный элемент, изотопно-чистый элемент, однородный элемент — химический элемент, характеристический изотопный состав которого включает только один изотоп. То есть такой элемент представлен в природе только одним изотопом.
Сейчас к моноизотопным элементам относят 21 элемент: бериллий, фтор, натрий, алюминий, фосфор, скандий, марганец, кобальт, мышьяк, иттрий, ниобий, родий, иод, цезий, празеодим, тербий, гольмий, тулий, золото, висмут и протактиний. Остальные 63 природных элемента называются полиизотопными. Хотя в природе присутствуют следовые количества долгоживущих изотопов таких радиоактивных элементов как технеций, плутоний и других, к моноизотопным элементам относят только элементы, для которых определён характеристический изотопный состав.
Разделение элементов на моноизотопные и полиизотопные является условным и зависит от общепринятого характеристического изотопного состава элементов. Так, например, до недавнего времени для протактиния не устанавливался характеристический изотопный состав и он не мог быть отнесён к моноизотопным, а у тория пренебрегали содержанием изотопа торий-230 и он, таким образом, считался моноизотопным элементом.
Иногда моноизотопными элементами называют элементы, имеющие только один стабильный нуклид. По этому определению к моноизотопным элементам относится 26 элементов: бериллий, фтор, натрий, алюминий, фосфор, скандий, марганец, кобальт, мышьяк, иттрий, ниобий, родий, иод, цезий, празеодим, тербий, гольмий, тулий, золото, ванадий, рубидий, индий, лантан, европий, лютеций и рений. Это определение более универсальное, так как не зависит от значения характеристического изотопного состава элемента, но при этом игнорирует тот факт, что природные рубидий, европий, индий и рений содержат соизмеримые количества радиоактивных и стабильных изотопов, поэтому их в принципе нельзя рассматривать как изотопно-чистые элементы.
Атомная масса моноизотопного элемента равна массе атома одного единственного изотопа и поэтому может быть определена с гораздо большей точностью, чем у полиизотопных элементов.